# Edoardo di Savoia
Edoardo di Savoia detto il Liberale (Baugé, 8 febbraio 1284 – Parigi, 4 novembre 1329) fu conte di Savoia e conte d'Aosta e Moriana dal 1323 al 1329.
Bello ed aitante, valoroso guerriero, generosissimo verso i sudditi, si meritò il titolo di Liberale.

## Origine
Edoardo, secondo lo storico francese Samuel Guichenon nel suo Histoire généalogique de la royale maison de Savoie, era il figlio maschio secondogenito di Amedeo V, Conte di Savoia, d'Aosta e di Moriana, e della sua prima moglie, Sibilla o Simona di Baugé, che sempre secondo la Samuel Guichenon era l'unica figlia del signore di Baugé e della Bresse, Guido II di Baugé, mentre per quanto riguarda la madre tra gli storici non vi è concordanza, ma fu Dauphine di Saint-Bonnet e non Beatrice del Monferrato, figlia di Guglielmo VI del Monferrato; la conferma che la madre di Sibilla fu Dauphine ci è data da due  documenti del Titres de la maison ducale de Bourbon, il n° 595, in cui Dauphine (Dauphine dame de Saint-Bonnet) si cita come la madre di Sibilla moglie di Amedeo di Savoia (mariage de sa fille Sibille avec Amedée de Savoie) e il documento n° 607, in cui Dauphine (Dauphine dame de Saint-Bonnet le Château, femme de Pierre de la Roue chevalier) viene citata come madre di Sibilla (Sibille femme d´Amedée de Savoie), la quale Dauphine, ancora secondo Samuel Guichenon, era figlia di Renato di Lavieu, Signore di Saint-Bonnet, di Miribel et di Jordaine (fille unique et héritière de René de Lavieu, chevalier, seigneur de Saint-Bonnet et de Miribel et de Jordaine) e della moglie (sa femme).
Amedeo V di Savoia, secondo Samuel Guichenon, era il figlio maschio secondogenito di Tommaso II, signore del Piemonte, Conte di Savoia, d'Aosta e di Moriana, Conte di Fiandra e di Hainaut e della sua seconda moglie, Beatrice Fieschi, che era la terza figlia femmina di Teodoro Fieschi, conte di Lavagna, e della di lui consorte Simona de Volta di Capo Corso.

## Biografia
Edoardo nacque, l'8 febbraio 1284, nella piccola città di Baugé, nella Bresse, e, secondo lo storico francese, Jean Frézet, gli fu dato il nome del cugino, Edoardo I d'Inghilterra, figlio della cugina prima di suo padre, Eleonora di Provenza.
Nello stesso anno della sua nascita, il fratello primogenito Giovanni moriva e veniva sepolto ad Altacomba.
Il suo prozio, il conte di Savoia Filippo I, benemerito della Chiesa cattolica, si spense il 15 o il 16 agosto 1285 nel castello di Rossillon nel Bugey, tra Lione e Ginevra; Il necrologio delle Maurienne Chartes, Obituaire du Chapitre de Saint-Jean-de-Maurienne riporta la morte di Filippo (dni Philippi quondam comitis Sabaudie) il 16 agosto  (XVI Kal Sep.); suo padre, Amedeo gli succedette come Amedeo V.
All'inizio del 1294 sua madre Sibilla (Sibilla comitissa Sabaudiæ, dominaque Baugiaci, uxor illustris viri domini Amedei comitis Sabaudiæ) fece testamento, che è riportato nelle Preuves de l'Histoire généalogique de la royale maison de Savoie, in cui destina vari lasciti, tra cui il marito e ai cinque figli ancora in vita, tra cui Edoardo ( carissimus filium nostrum Eduardum), ancora bambino (in pupillari ætate) ed a un figlio, che avrebbe dovuto partorire (illum quem gestamus in utero).
A vent'anni venne mandato dal padre in Francia con gente armata in aiuto del re Filippo il Bello contro i Fiamminghi ove, oltre a prove di valore ebbe la gloria di salvare la persona del re alle prese coi nemici.
Nel 1307 suo padre Amedeo fece testamento, in cui dichiarava suo erede universale nel Contado di Savoja Edoardo, il maggiore dei figli maschi (Odorado suo figlio primogenito), e definiva anche i vari lasciti sia ai figli di primo letto, tra i quali Eleonora (Eleonora, Margarita, ed Agnes sue figlie) che eventuali di secondo letto (nascituri da Maria di Brabant, sua seconda Consorte).
Negli anni che seguirono, Edoardo, secondo lo storico francese, Victor Flour de Saint-Genis, amministrò la Savoia, durante le assenze del padre, che si recò in Inghilterra, diverse volte in Francia, nelle sue spedizioni in Italia e durante la difesa dell'isola di Rodi.
Suo padre, Amedeo V, morì nel 1323 mentre si trovava ad Avignone, per incontrare papa Giovanni XXII, per spingerlo a intraprendere una crociata a favore dell'impero bizantino, che stava soccombendo sotto gli attacchi dell'impero ottomano, ma per la stanchezza del viaggio, si ammalò ed in pochi giorni morì; anche Victor Flour de Saint-Genis, conferma che Amedeo, dopo aver raggiunto il re di Francia, Carlo IV ad Avignone, morì poco tempo dopo, il 16 ottobre; le Mémoires et documents publiés par la Société d'histoire et d'archéologie de Genève - tome 9 confermano la morte il 16 ottobre (XVII Kal Nov) 1323 (m.ccc.xxiij), presso Avignone (apud Avinionem), di Amedeo (D. Amedeus comes Sabaudie) che fu sepolto ad Altacomba (Altecombe) (oggi rimangono solamente le pietre tombali del conte perché quando l'abbazia fu occupata dai giacobini, questi forzarono la sua tomba e distrussero i resti insieme a quelli di altri rappresentanti dei Savoia), e gli succedette il figlio Edoardo (Eduardus de Sabaudia ejus filius).
Breve fu il regno di Edoardo, quasi sempre in guerra coi suoi nemici. Assalito dal Delfino del Viennois, dal signore di Faucigny e da altri principi li vinse, ma fu sconfitto l'anno seguente dal Delfino Ghigo VIII e dal fratello, Umberto barone di Faucigny, nella piana di Saint-Jean-le-Vieux (Ain), nella battaglia al castello di Varey nel Bugey (battaglia di Varey), ove fu fatto prigioniero dai nemici, ma immediatamente liberato dai suoi capitani delle guardie; per altri nobili, fatti prigionieri, Edoardo dovette pagare un riscatto, che secondo il Frezet, dovette rinunciare ad alcuni privilegi e vendere castelli e feudi, per riuscire a pagare il riscatto.
L'anno seguente (1327), Edoardo dovette intervenire nella Moriana, per reprimere sul nascere una rivolta.
Nel 1328 Edoardo fu al seguito del nuovo re di Francia, Filippo VI di Valois, nella campagna di Fiandra, partecipando alla battaglia di Mont-Cassel, dove i ribelli fiamminghi furono solennemente sconfitti.
A Parigi, per mediazione della vedova di Luigi X, la regina di Francia, Clemenza, concluse un nuovo accordo di pace con il Delfino del Viennois, Ghigo VIII de la Tour-du-Pin, confermato all'assemblea di Amiens del 1329, dove propose la crociata a favore dell'impero bizantino, dove la sua sorellastra, Giovanna era basilissa.
Mentre si preparava a seguire il re di Francia ad Avignone per incontrare papa Giovanni XXII, a Gentilly si ammalò e improvvisamente morì il 4 novembre 1329, all'età di 45 anni.
Edoardo fu sepolto all'Abbazia di Altacomba.
Avendo Edoardo una sola figlia, nei suoi titoli gli succedette il fratello, Aimone.

## Matrimonio e Discendenza
Edoardo, al castello di Montbard, in Borgogna, secondo la Histoire des ducs de Bourgogne de la race capétienne, vol. VI, il 27 settembre 1307, come conferma il Continuatio Chronici Guillelmi de Nangiaco, aveva sposato Bianca di Borgogna, che, secondo la Histoire des ducs de Bourgogne de la race capétienne, vol. VI, Bianca era la figlia femmina secondogenita del Duca di Borgogna e re titolare di Tessalonica, Roberto II e della moglie, Agnese di Francia (1260-1325), che, come ci viene confermato dalla Chronique anonyme des rois de France, era la figlia minore (ultimogenita) del re di Francia, San Luigi IX (1215 – 1270) e di Margherita di Provenza (1221 – 1295), che, come riportato dal Vincentii Bellovacensis Memoriale Omnium Temporum era la figlia primogenita del conte di Provenza e conte di Forcalquier, Raimondo Berengario IV (1198 – 1245) e della moglie (come risulta dalla cronaca del monaco benedettino inglese, cronista della storia inglese, Matteo Paris (1200 – 1259), quando descrive il matrimonio della figlia Eleonora con il re d'Inghilterra, Enrico III), Beatrice di Savoia (1206 – 1266); dato il grado di parentela degli sposi era stata necessaria una dispensa papale di papa Bonifacio VIII.

Edoardo da Bianca ebbe una sola figlia:
- Giovanna (1310 - 1344), che nel 1329 sposò Giovanni III, duca di Bretagna  e che alla morte del padre reclamò la successione, ma la famiglia del marito, considerandola ormai principessa straniera, le preferirono Aimone fratello di Edoardo.

## Ascendenza
|                        |                    |                                | Genitori                   |  |  | Nonni |  |  | Bisnonni            |  |  | Trisnonni             |  |
|                        |                    |                                |                            |  |  |       |  |  | Tommaso I di Savoia |  |  | Umberto III di Savoia |  |
|                        |                    |                                |                            |  |  |       |  |  | Tommaso I di Savoia |  |  | Umberto III di Savoia |  |
|                        |                    | Beatrice di Mâcon              |                            |  |  |       |  |  | Tommaso I di Savoia |  |  |                       |  |
| Tommaso II di Savoia   |                    |                                |                            |  |  |       |  |  | Tommaso I di Savoia |  |  |                       |  |
|                        |                    | Margherita di Ginevra          | Guglielmo I di Ginevra     |  |  |       |  |  |                     |  |  |                       |  |
|                        |                    | Margherita di Ginevra          | Guglielmo I di Ginevra     |  |  |       |  |  |                     |  |  |                       |  |
|                        |                    | Margherita di Ginevra          | Beatrice di Faucigny       |  |  |       |  |  |                     |  |  |                       |  |
| Amedeo V di Savoia     |                    | Margherita di Ginevra          |                            |  |  |       |  |  |                     |  |  |                       |  |
|                        |                    | Teodoro III Fieschi di Lavagna | Ugo Fieschi di Lavagna     |  |  |       |  |  |                     |  |  |                       |  |
|                        |                    | Teodoro III Fieschi di Lavagna | Ugo Fieschi di Lavagna     |  |  |       |  |  |                     |  |  |                       |  |
|                        |                    | Teodoro III Fieschi di Lavagna | Brumisan di Grillo         |  |  |       |  |  |                     |  |  |                       |  |
| Beatrice Fieschi       |                    | Teodoro III Fieschi di Lavagna |                            |  |  |       |  |  |                     |  |  |                       |  |
|                        |                    | Simona della Volta             | Raimondo della Volta       |  |  |       |  |  |                     |  |  |                       |  |
|                        |                    | Simona della Volta             | Raimondo della Volta       |  |  |       |  |  |                     |  |  |                       |  |
|                        |                    | Simona della Volta             | …                          |  |  |       |  |  |                     |  |  |                       |  |
| Edoardo di Savoia      |                    | Simona della Volta             |                            |  |  |       |  |  |                     |  |  |                       |  |
|                        | Renaud IV de Baugé | Ulrico II de Baugé             |                            |  |  |       |  |  |                     |  |  |                       |  |
|                        | Renaud IV de Baugé | Ulrico II de Baugé             |                            |  |  |       |  |  |                     |  |  |                       |  |
|                        | Renaud IV de Baugé | Alexandrine de Bourgogne       |                            |  |  |       |  |  |                     |  |  |                       |  |
| Guido II de Baugé      | Renaud IV de Baugé |                                |                            |  |  |       |  |  |                     |  |  |                       |  |
|                        |                    | Sibylle de Beaujeu             | Guicciardo IV de Beaujeu   |  |  |       |  |  |                     |  |  |                       |  |
|                        |                    | Sibylle de Beaujeu             | Guicciardo IV de Beaujeu   |  |  |       |  |  |                     |  |  |                       |  |
|                        |                    | Sibylle de Beaujeu             | Sibylle de Hainaut         |  |  |       |  |  |                     |  |  |                       |  |
| Sibilla de Baugé       |                    | Sibylle de Beaujeu             |                            |  |  |       |  |  |                     |  |  |                       |  |
|                        |                    | Guglielmo VI del Monferrato    | Bonifacio I del Monferrato |  |  |       |  |  |                     |  |  |                       |  |
|                        |                    | Guglielmo VI del Monferrato    | Bonifacio I del Monferrato |  |  |       |  |  |                     |  |  |                       |  |
|                        |                    | Guglielmo VI del Monferrato    | Elena di Busca             |  |  |       |  |  |                     |  |  |                       |  |
| Beatrice di Monferrato |                    | Guglielmo VI del Monferrato    |                            |  |  |       |  |  |                     |  |  |                       |  |
|                        |                    | Berta di Clavesana             | Bonifacio di Clavesana     |  |  |       |  |  |                     |  |  |                       |  |
|                        |                    | Berta di Clavesana             | Bonifacio di Clavesana     |  |  |       |  |  |                     |  |  |                       |  |
|                        |                    | Berta di Clavesana             | …                          |  |  |       |  |  |                     |  |  |                       |  |
|                        |                    | Berta di Clavesana             |                            |  |  |       |  |  |                     |  |  |                       |  |

### Fonti primarie
- (LA)  Matthæi Parisiensis, Monachi Sancti Albani, Chronica Majorar, vol. V.
- (LA)  Monumenta Germaniae Historica, Scriptores, Tomus XXIV.
- (LA)  Matthæi Parisiensis, Monachi Sancti Albani, Chronica Majorar, vol. IV.
- (LA)  Recueil des historiens des Gaules et de la France. Tome 20.
- (LA, FR)  Recueil des historiens des Gaules et de la France. Tome 21.
- (LA)  Mémoires et documents publiés par la Société d'histoire et d'archéologie de Genève - tome 9
- (LA)  (FR)  Preuves de l'Histoire généalogique de la royale maison de Savoie, justifiée par titres, ..par Guichenon, Samuel
- (LA)  Chartes du diocèse de Maurienne

### Letteratura storiografica
- (FR)  Histoire de Savoie, d'après les documents originaux,... par Victor ... Flour de Saint-Genis. Tome 1
- (FR)  Histoire généalogique de la royale maison de Savoie, justifiée par titres, ..par Guichenon, Samuel
- (FR)  Histoire de la Maison de Savoie
- (FR)  Titres de la maison ducale de Bourbon
- (IT)  Testamenti di sovrani e principi di Savoia Archiviato il 18 ottobre 2021 in Internet Archive.
- (IT)  Museo scientifico, letterario ed artistico:Beatrice Fieschi, pagg. 53 e 54